# Charles Deering
Charles Deering (Maine, 31 de julio de 1852; Miami, Florida, 5 de febrero de 1927) fue un empresario y filántropo estadounidense que residió un tiempo en Cataluña.
El padre de Charles, William Deering, era el fundador de la Deering Harvester Company. En 1873, Charles se graduó en la Academia Naval de Estados Unidos, y sirvió como oficial en la marina hasta 1881, cuando se convirtió en secretario de la empresa de su padre.
En 1902, con la fusión entre la Deering Harvester y la McCormick Harvesting Machine Company nació la compañía International Harvester de la que Charles Deering se convirtió en el presidente de la junta.
Charles Deering conoció Ramon Casas en Barcelona, probablemente en Els Quatre Gats. En 1908, Casas y Deering, que se había convertido en su mecenas, realizaron un viaje juntos por Cataluña. En 1912 Charles Deering, con la ayuda del ingeniero Miquel Utrillo comenzó la construcción del Palacio Maricel en Sitges que debería servir para albergar sus colecciones de arte. Deering compró las casas a ambos lados de la calle y arregló las del lado del mar para su residencia.
En 1916, Charles Deering compró el recinto amurallado deshabitado del Castillo de Tamarit, en la comarca del Tarragonés. Rehabilitó el recinto, reconstruyendo las murallas y algunas viviendas, y se construyó una residencia de verano sobre la antigua abadía. Ramón Casas fue el encargado de dirigir las obras de rehabilitación.
En 1930 se comenzó la construcción de la biblioteca Charles Deering en el campus de Evanston de la Northwestern University. La financiación provino principalmente de las donaciones hechas por las familias Deering, McCormick y Danielson. Inaugurada en 1933, fue la principal biblioteca de la universidad hasta que en 1970 se construyó otra adyacente. La biblioteca Deering aloja colecciones especiales, arte, música y el archivo de la universidad.